# Нільтава
Нільтава (Niltava) — рід горобцеподібних птахів родини мухоловкових (Muscicapidae). Представники цього роду мешкають в Азії.

## Види
Виділяють сім видів:
- Нільтава чорногорла (Niltava davidi)
- Нільтава рудочерева (Niltava sundara)
- Нільтава суматранська (Niltava sumatrana)
- Niltava oatesi[4]
- Нільтава вогниста (Niltava vivida)
- Нільтава велика (Niltava grandis)
- Нільтава мала (Niltava macgrigoriae)

## Етимологія
Наукова назва роду Niltava походить від непальської назви виду Niltava sundara.